# گوشیک
گوشیک یا گوشیگ روستایی در دهستان قائن بخش مرکزی شهرستان قائنات استان خراسان جنوبی ایران است.